# مارتي فيلدمان
مارتي فيلدمان (بالإنجليزية: Marty Feldman)‏ هو كاتب سيناريو وشاعر وممثل بريطاني، (ولد في 8 يوليو 1934 بلندن في المملكة المتحدة)، حائز على جائزة البافتا.

## السيرة الذاتية
عمل فيلدمان في العديد من المهن: ففي السن ال15 ترك فيلدمان المدرسة وقرر ان يصبح عازفا للجاز في لندن، وسرعان ما اكتسب لقب “أسوأ عازف البوق في العالم”، الامر الذي جعله بالتأكيد يبتعد عن هذا المسار متجها إلى مهن عديدة منها: وظيفة في مضمار السباق ومساعد مطبخ حتى وجد نفسه في الكتابة والتي برع فيها. كتابته الجيدة وجدت له عملا في البي بي سي وبمساعدة أصدقائه من المونتي بيثون والذين احبوه لمظهره الغريب. وتطور الامر حتى صنع برنامج “مارتي” على البي بي سي لاعبا فيه دور البطولة.
```
عانى فيلدمان من مرض في الغدة الدرقية، على الرغم من الوعود التي تلاقها لعلاجها مع عينيه، الا ان شيء من ذلك لم يحدث. ولكن مظهر عيناه ساعداه على تأمين دور “أيغور” في الفيلم الكوميدي الشهير 
فرانكنشتاين الصغير
 
لميل بروكس
.
```

## وفاته
توفي فيلدمان يوم 2 ديسمبر 1982 بمدينة مكسيكو في المكسيك أثناء تصوير فيلم اللحية الصفراء ، وكانت وفاة ناجمة عن نوبة قلبية، وهناك أقوال أخرى بأن وفاته كانت نتيجة التسمم الغذائي من وجبة سمك .

### أفلام
- (1974) فرانكنشتاين الصغير[6]

## وصلات خارجية
- مارتي فيلدمان على موقع IMDb (الإنجليزية)
- مارتي فيلدمان على موقع روتن توميتوز (الإنجليزية)
- مارتي فيلدمان على موقع مونزينجر (الألمانية)
- مارتي فيلدمان على موقع ألو سيني (الفرنسية)
- مارتي فيلدمان على موقع تيرنر كلاسيك موفيز (الإنجليزية)
- مارتي فيلدمان على موقع أول موفي (الإنجليزية)
- مارتي فيلدمان على موقع قاعدة بيانات الأفلام السويدية (السويدية)
- مارتي فيلدمان على موقع إن إن دي بي (الإنجليزية)
- مارتي فيلدمان على موقع ديسكوغز (الإنجليزية)
- مارتي فيلدمان على موقع قاعدة بيانات الفيلم (الإنجليزية)